# Araneus formosellus
Araneus formosellus là một loài nhện trong họ Araneidae.
Loài này thuộc chi Araneus. Araneus formosellus được Carl Friedrich Roewer miêu tả năm 1942.